# Koniec końców
Koniec końców (ang. The End) – trzynasty (ostatni) tom cyklu Seria niefortunnych zdarzeń autorstwa Daniela Handlera, piszącego pod pseudonimem Lemony Snicket. Oficjalna premiera książki odbyła się w piątek, 13 października 2006. W Polsce książka została wydana 8 października 2007 nakładem wydawnictwa Egmont Polska.
Akcja toczy się na wyspie, na którą sieroty Baudelaire trafiają wraz z Hrabią Olafem w wyniku sztormu. W książce znajdują się nawiązania m.in. do powieści Daniela Defoe "Robinson Crusoe".